# Hellermann (Adelsgeschlecht)
Hellermann ist der Name eines preußischen Adelsgeschlechts.

## Geschichte
Das Geschlecht beginnt seine Stammreihe mit Walrad Hellermann (1615–1697) Amtsschreiber in Petershagen. Dessen Sohn Volrath Hellermann (1686–1756) wurde von Friedrich II. am 27. Juli 1743 zum Obristen des Kolberger Garnisonsbataillons ernannt und in den preußischen Adelsstand erhoben. Die Familie blieb in Pommern und erhielt am 6. Mai 1767 das Indigenat. Im Kreis Fürstenthum, wo die Familie mit Friedrich von Hellermann (1723–1794), Wilhelm Casimir von Hellermann (1766–1840) und Wilhelm von Hellermann (1810–1889) drei Landräte stellte, bestand zeitweise umfangreicher Gutsbesitz, darunter Karzin, Gervin, das Domänen-Vorwerk Ponicken mit Neubalde, Reckow und Sassenburg. Weitere Familiengüter in Hinterpommern waren u. a. Klannin (seit 28. Juni 1860 Fideikommiss, 1078 ha) und Zeblin. Mehrere Söhne der Familie bestritten in der preußischen Armee eine Offizierslaufbahn.

## Angehörige
- Volrath von Hellermann (1686–1756), preußischer Oberst und Kommandant der Festung Kolberg
- Friedrich Georg Christoph von Hellermann (1723–1794), Landrat des Kreises Fürstenthum
- Wilhelm Casimir von Hellermann (1766–1840), Landrat des Kreises Fürstenthum
- Wilhelm von Hellermann (1810–1889), Politiker und Landrat des Kreises Fürstenthum
- Vollrath von Hellermann (1900–1971), deutscher Generalmajor

## Wappen
Das Wappen (1743) ist gespalten, vorn in Silber am Spalt der halbe gekrönte preußische Adler, hinten in Blau ein silberner Balken, begleitet von frei (2, 1) goldenen Sternen. Auf dem Helm mit rechts blau-goldenen und links schwarz-silbernen Decken ein schwertschwingender Ritter, zwischen zwei von Gold und Blau übereck geteilten Büffelhörnern.